# Farah Antun
Farah Antun (arabisch فرح انطون Farah Antūn, DMG Faraḥ Anṭūn, französisch Farah Antoun; * 1874; † 1922) war einer der ersten christlichen Syrer, der sich offen für Säkularisierung und Gleichberechtigung ungeachtet der religiösen Zugehörigkeit aussprach. Bekannt wurde er durch seine Zeitschrift Al-Jamia und seine öffentliche Debatte mit Muhammad Abduh bezüglich unterschiedlicher Weltanschauungen.

## Biografie
Farah Antun wurde 1874 als Sohn einer syrisch-orthodoxen Familie geboren. Er hatte drei Schwestern und einen Bruder. Sein Vater, Ilias Anṭūn, war ein Holzhändler in Tripoli, wo nur ein Viertel der Bevölkerung christlich war. Die Familie lebte in einer christlich geprägten Gegend namens al-Mina nahe Tripolis. Von seinem 13. bis zu seinem 16. Lebensjahr besuchte Farah Antun eine Jungenschule in Tripolis, die an ein orthodoxes Kloster angebunden war. Die Schule lehrte Arabisch, Türkisch, Französisch und Englisch sowie Geschichte, Geographie, Mathematik und muslimische Rechtswissenschaften.
Nach der Schließung der Schule 1890 nahm ihn sein Vater als Lehrling in seine Holzhandlung auf. In den folgenden zwei Jahren reiste Farah Antun als Holzhändler durch Syrien, erkannte jedoch schnell, dass dies keine Arbeit für ihn war. Daraufhin nahm er eine Anstellung als Lehrer an der orthodoxen al-Madrasah al-Ahliyah in Tripoli an. Gleichzeitig veröffentlichte er erste Artikel und fing an französische Texte zu übersetzen. Im Jahre 1897 verließ Farah Antun zusammen mit Raschid Rida Syrien und zog nach Ägypten. Dort angekommen, studierte er Journalismus in Alexandria, während Rida, ein Muslim, ein Anhänger Muhammad Abduhs wurde. Da sowohl sein Vater als auch sein Bruder kurz nach seiner Emigration verstarben, zogen Anṭūns Mutter und Schwestern zu ihm nach Alexandria und es oblag ihm von nun an die Familie zu versorgen.
Unter verschiedenen Namen begann Farah Antun Artikel für die Zeitung al-Ahram zu schreiben sowie französische Übersetzungen für seinen Freund Raschid Rida anzufertigen. Als die Zeitung 1899 ihren Sitz nach Kairo verlagerte, erhielt Antun eine Stelle als Herausgeber des Zweiges in Alexandria, welcher allerdings ein paar Monate später schon wieder geschlossen wurde. Daraufhin veröffentlichte er eine Zeitschrift namens Al-Jamia, die zuerst in Alexandria, dann in New York und schließlich in Kairo herausgegeben wurde.
Farah Antun starb 1922 im Alter von 48 Jahren.

## Seine Debatte mit Muḥammad ʿAbduh
Im Jahr 1902 veröffentlichte Anṭūn in seiner Zeitschrift einen Artikel über die Geschichte und Philosophie des andalusischen muslimischen Gelehrten Ibn Rušd, in dem er zwischen Christentum und Islam in Bezug auf Unterdrückung der Wissenschaft und Wissenschaftler im Laufe der Geschichte vergleicht. Das Christentum in Europa sei toleranter als der Islam. Außerdem plädiert er einerseits für die Säkularisierung als Trennung zwischen Religion und Staat anderseits für eine Trennung Religion (dīn) und Vernunft (ʿaql). Während er Religion im Herzen (qalb) verortet, weil sie auf dem Verbogenen bzw. Übersinnlichen basiere, bestimmt er die Wissenschaft (ʿilm) als Aufgabe der Vernunft (ʿaql), weil sie auf Beobachtung, Überprüfung und Experiment basiere. Für Anṭūn gibt es keine vernünftige Religion.
Der Großmufti von Ägypten Muḥammad ʿAbduh reagierte auf Anṭūn, seine ausführlichen Antworten wurden von seinem Schüler Rašīd Riḍā in einem Buch „Islam und Christentum mit Wissenschaft und Zivilisation“ veröffentlicht. ʿAbduh kritisiert das Christentum im europäischen Kontext und verteidigt er den Islam als tolerante und rationale Religion und übt Kritik an den muslimischen Religionspraxis. ʿAbduh vertritt die Ansichten, der Islam sein kein Hindernis für Zivilisierung; es könne keinen Widerspruch zwischen Religion und Wissenschaft gebe, sie seien miteinander vereinbar durch neue Interpretationen. Er sieht einerseits keine endgültige Trennung zwischen Religion (dīn) bzw. Herz (qalb) und Wissenschaft (ʿilm) bzw. Vernunft (ʿaql) definiert sie andererseits unterschiedlich.

## Publikationen
- Al-Jamia: eine von 1899 bis 1909 zweimal monatlich in Alexandria, New York und Kairo herausgegebene Zeitschrift[18]
- al-Sayyidat wa al-Banat: eine Frauenzeitschrift, die Faraḥ Anṭūn mit seiner Schwester Rose von 1903 bis 1906 in Alexandria herausgab[19]